# Парк Ираклия II (Тбилиси)
Парк Ираклия II — в Тбилиси, в историческом районе Старый город, ограничен улицами Ираклия II, Шавтели. Достопримечательность города

## История
Считается сохранившейся частью сада дворца царя Ростома. Сам дворец, располагавшийся на территории современной площади Ираклия II, был разрушен персами во время погрома города в 1795 году.
Сад имел название Салакбо («говорильня»), поскольку в нём горожане узнавали новости, чему способствовали специальные люди.

## Достопримечательности
Фонтан — подарок Тбилиси от города Парижа. Установлен в 1993 году при содействии зарубежного грузинского писателя Карло Инасаридзе (1919—2007).